# Paritamus slepjani
Paritamus slepjani är en tvåvingeart som beskrevs av Pavel Lehr 1967. Paritamus slepjani ingår i släktet Paritamus och familjen rovflugor. Inga underarter finns listade i Catalogue of Life.